# Cucina marocchina
La cucina marocchina è estremamente varia, grazie all'interazione del Marocco con altre culture e nazioni nei secoli. La cucina marocchina è soggetta a influenze berbere, moresche, mediterranee e arabe. I cuochi nelle cucine reali di Fès, Meknès, Marrakech, Rabat e Tétouan la perfezionarono nel tempo e crearono la base per ciò che oggi è conosciuto come la cucina marocchina. 

## Ingredienti

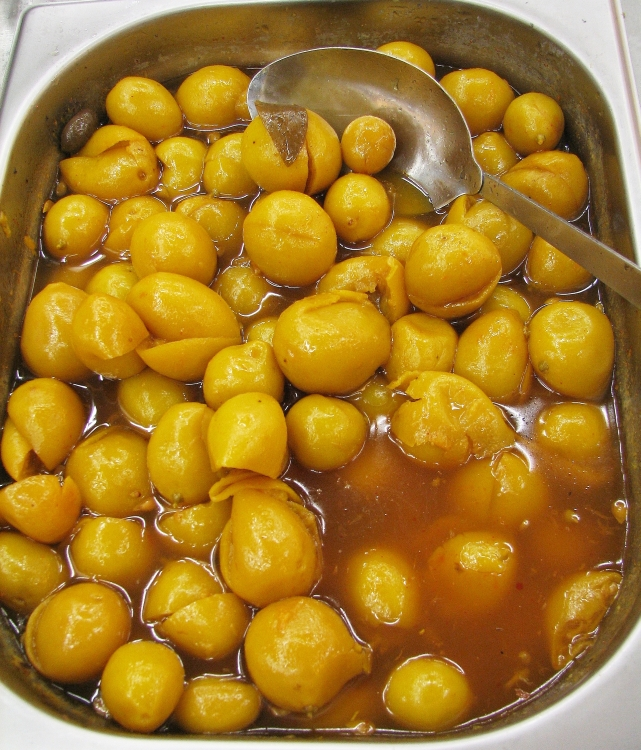
Limoni in salamoia

Il Marocco produce una larga gamma di frutti e vegetali mediterranei e persino tropicali. Le carni comuni includono montone e agnello, manzo, pollo, coniglio e prodotti della pesca, che servono come base per la cucina. Gli aromatizzanti caratteristici includono limone in salamoia, spremuto a freddo, olio di oliva grezzo e frutta secca. La cucina marocchina è conosciuta anche per essere più speziata della cucina mediorientale.

## Spezie ed erbe
Le spezie sono usate estensivamente nel cibo marocchino. Sebbene le spezie siano importate in Marocco da migliaia di anni, molti ingredienti, come lo zafferano di Tiliouine, la menta e le olive di Meknès e le arance e i limoni di Fès, sono prodotti locali. Le spezie comuni includono karfa (cannella), kamoun (cumino), kharkoum (curcuma), skinjbir (zenzero), bzar (pepe nero), tahmira (paprica), semi di anice, semi di sesamo, qesbour (coriandolo) e zaafran beldi (zafferano). Le erbe comuni includono la menta e il maadnous (prezzemolo).

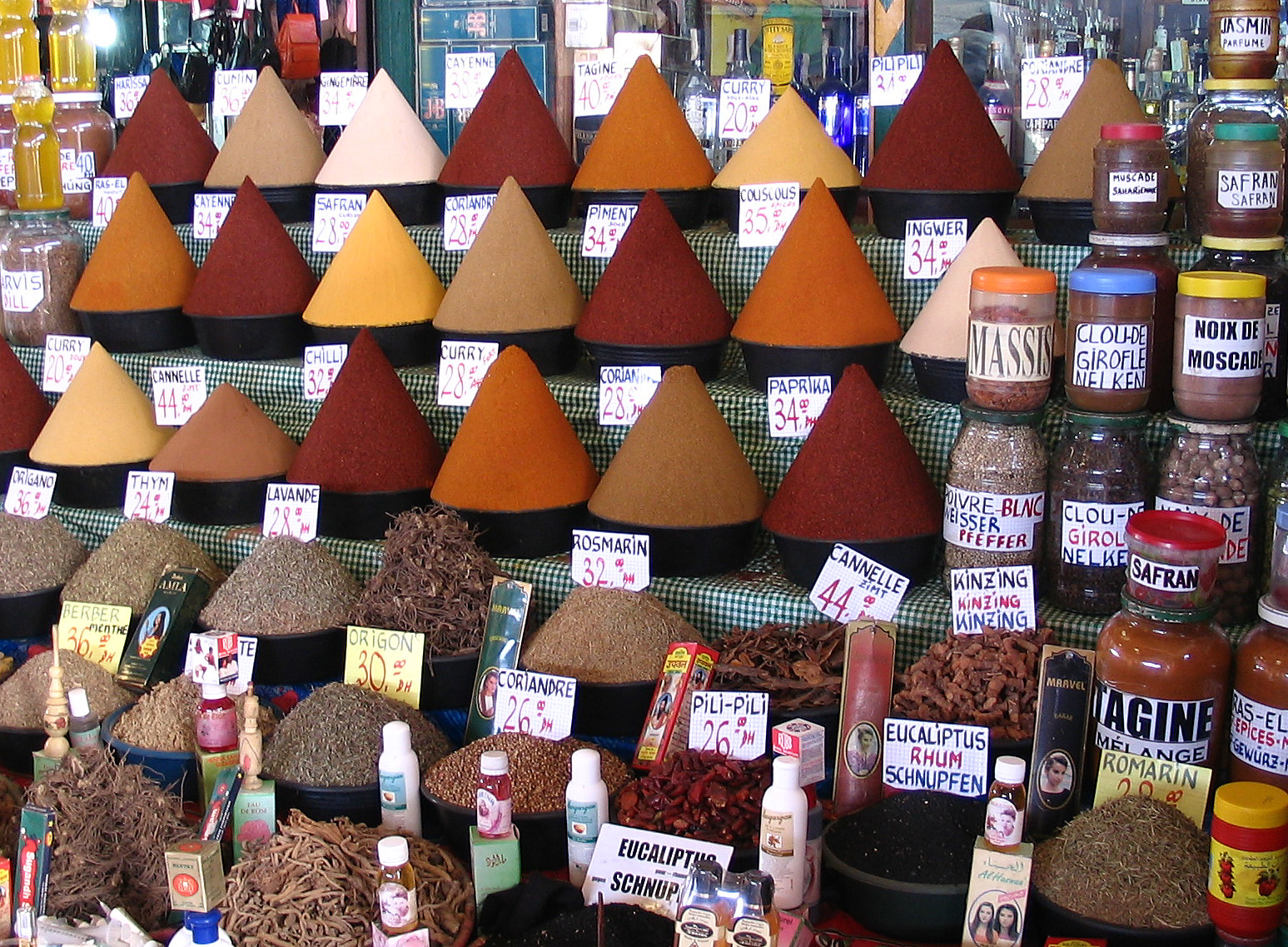
Spezie al mercato centrale di Agadir

## Struttura dei pasti
Il pasto di mezzogiorno è il pasto principale, eccetto durante il sacro mese di Ramadan. Un pasto tipico inizia con una serie di insalate calde e fredde, seguite da un tajine. Il pane è consumato ad ogni pasto. Spesso, in un pasto formale, segue un piatto di agnello o pollo, a sua volta seguito da un couscous sormontato da carne e vegetali. Di solito un tè alla menta dolce conclude il pasto. I marocchini di solito mangiano con le mani e usano il pane come un utensile. Il consumo di carne di suino e bevande alcoliche è considerato harām ed è proibito dalle restrizioni alimentari musulmane.

## Piatti principali

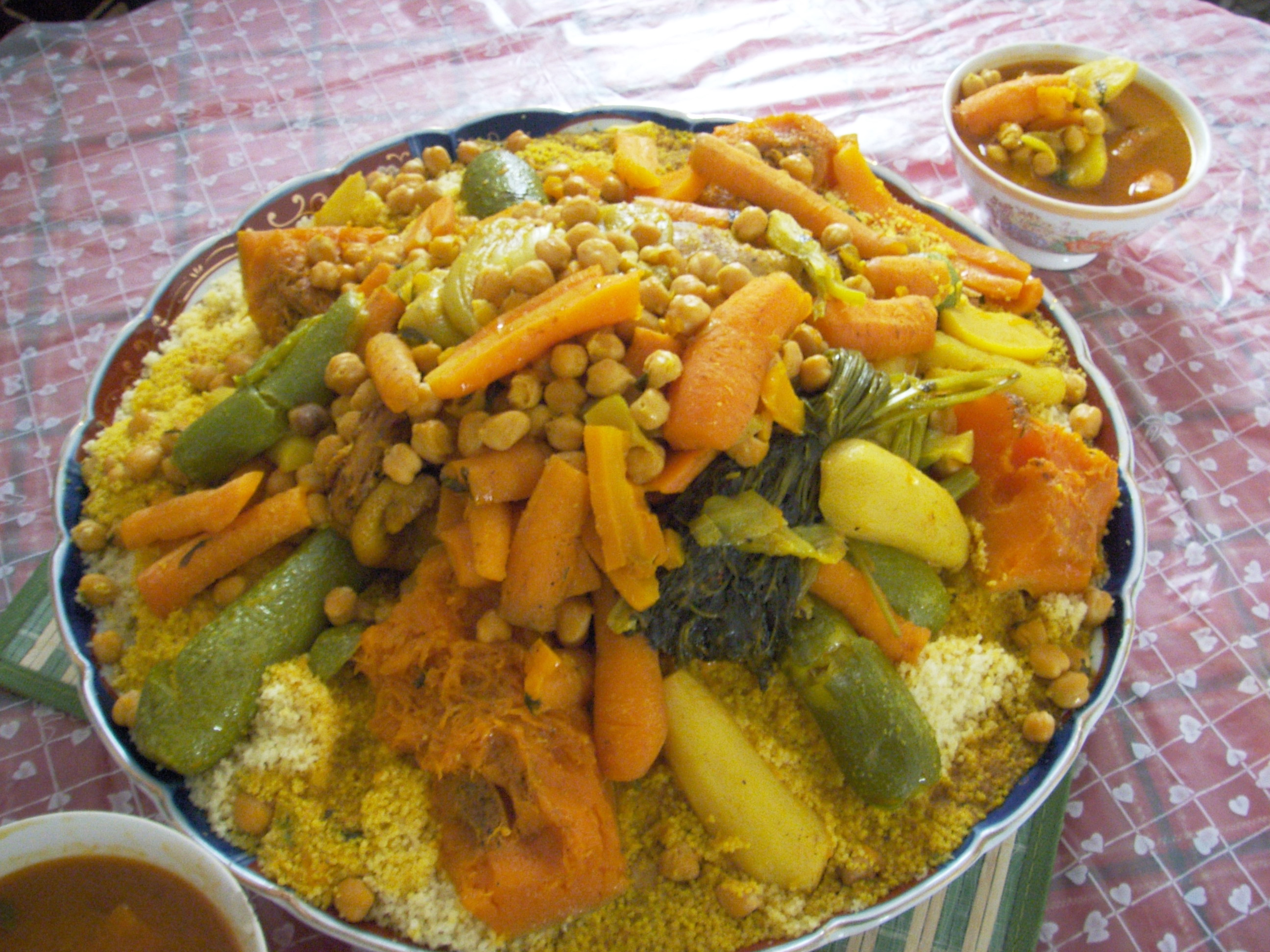
Cuscus marocchino

Uno dei principali piatti marocchini è il cuscus, un'antica pietanza probabilmente di origine berbera.
Il manzo è la carne rossa mangiata più comunemente in Marocco. L'agnello è preferito, ma più raro a causa del suo alto prezzo. Le razze di pecora nordafricane immagazzinano la maggior parte del grasso nella coda, quindi le pecore del Marocco non hanno il sapore pungente di quelle occidentali. Anche la carne di
pollo è molto comune, e l'uso di prodotti della pesca sta aumentando nella cucina marocchina.
Tra i più famosi piatti marocchini oltre al cuscus, si citano la pastilla, il mechoui, il tajine, la rfissa, la tanjia e la harira.

## Insalate

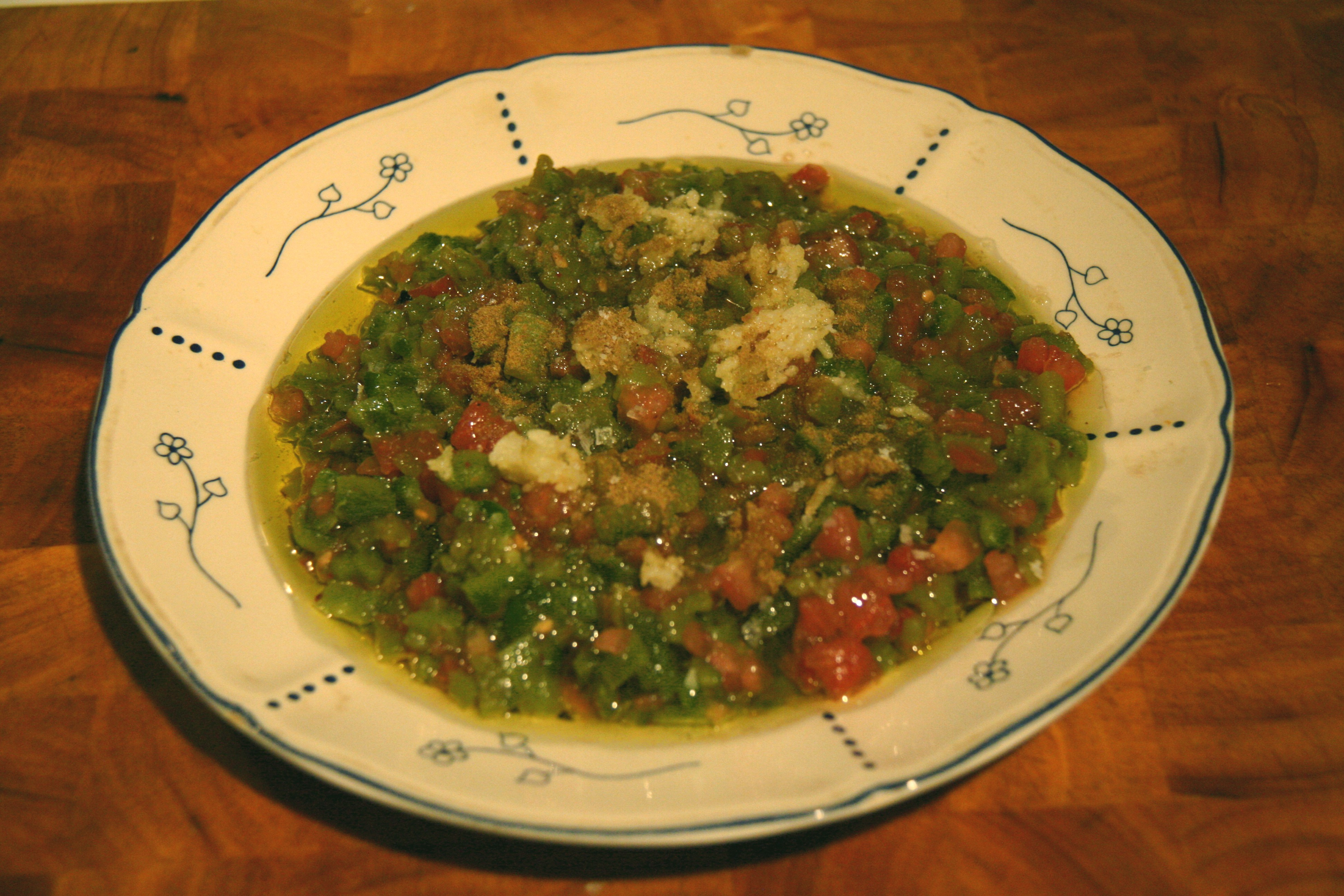
Insalata

Le insalate includono ingredienti cotti e crudi, serviti sia caldi sia freddi. Tra le insalate cotte ci sono la zaalouk (melanzane e pomodori) e la taktouka (pomodori, peperoni verdi, aglio e spezie).

## Dolci

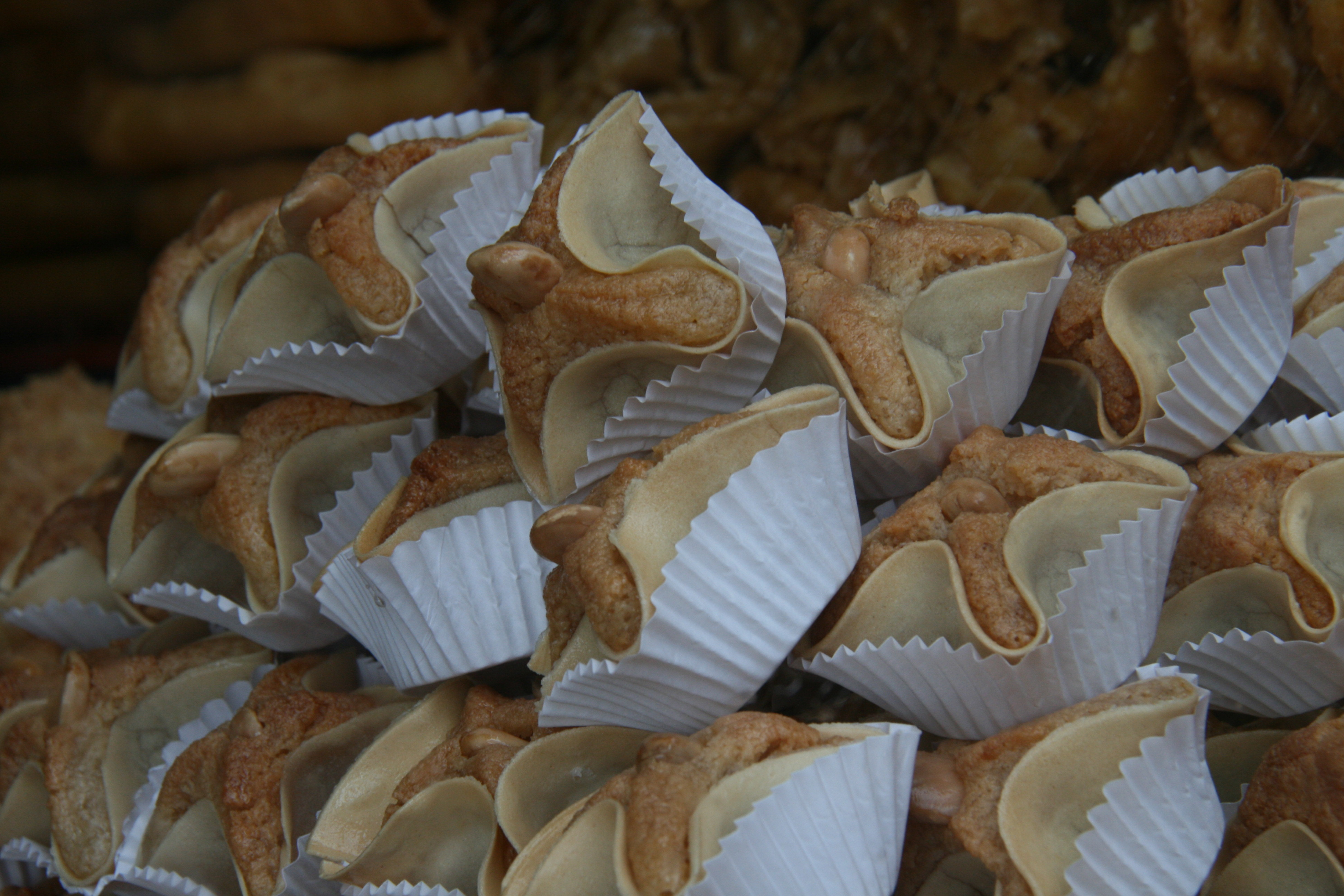
Dolci dal Marocco

Di solito alla fine di un pasto non si servono dolci cotti, ma frutta di stagione. Un dolce diffuso è il kaab el ghzal ("corna di gazzella"), un pasticcino ripieno di pasta di mandorle e ricoperto da zucchero. Un altro è l'halva shebakia, una pasta fritta a forma di cartellate, immersa in una pentola calda di miele e cosparsa di semi di sesamo. Gli halva shebakia sono biscotti consumati durante il mese di Ramadan. Diffusi anche i dolci di cocco al caramello (Zucre Coco) e alle mandorle (fekkas).

## Bevande

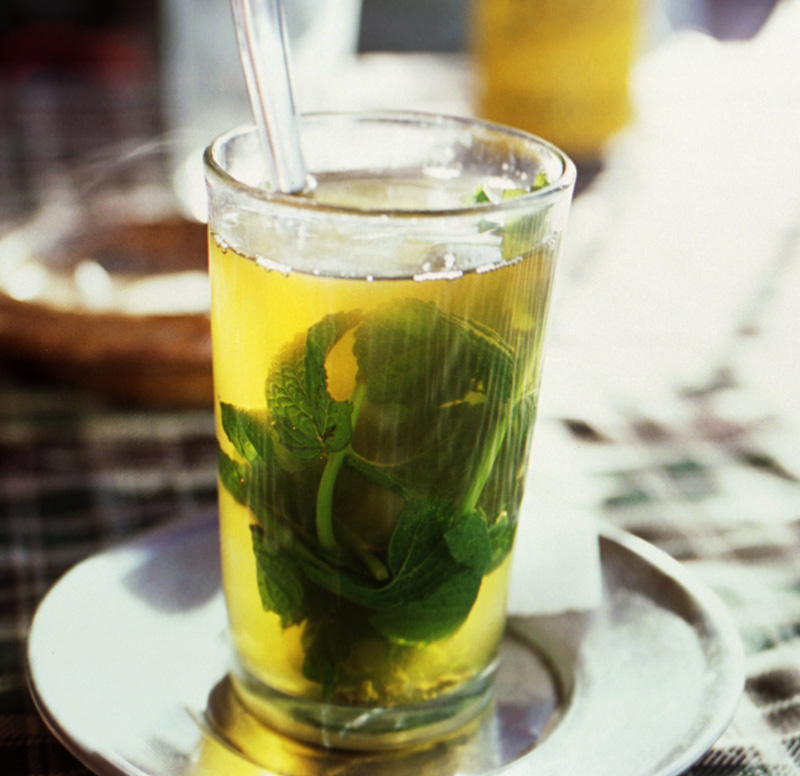
Il tè alla menta

La bevanda più popolare è il tè verde alla menta. Tradizionalmente, fare un buon tè alla menta in Marocco è considerato una forma d'arte e berlo con gli amici e la famiglia è spesso una abitudine giornaliera. La tecnica del versare è cruciale come la qualità del tè stesso.
Le teiere marocchine hanno beccucci lunghi e curvi e ciò permette al tè di essere versato uniformemente in piccoli bicchieri da una certa altezza. Per un sapore migliore, i bicchieri sono riempiti in due fasi. Tradizionalmente ai marocchini piace il tè con le bolle, così mentre versano il tè tengono la teiera alta sopra i bicchieri. Infine, il tè è accompagnato con coni o zollette di zucchero.
Tra le bevande alcoliche più diffuse si citano il Mahia e i vini Sidi Brahim.

## Snack e fast food

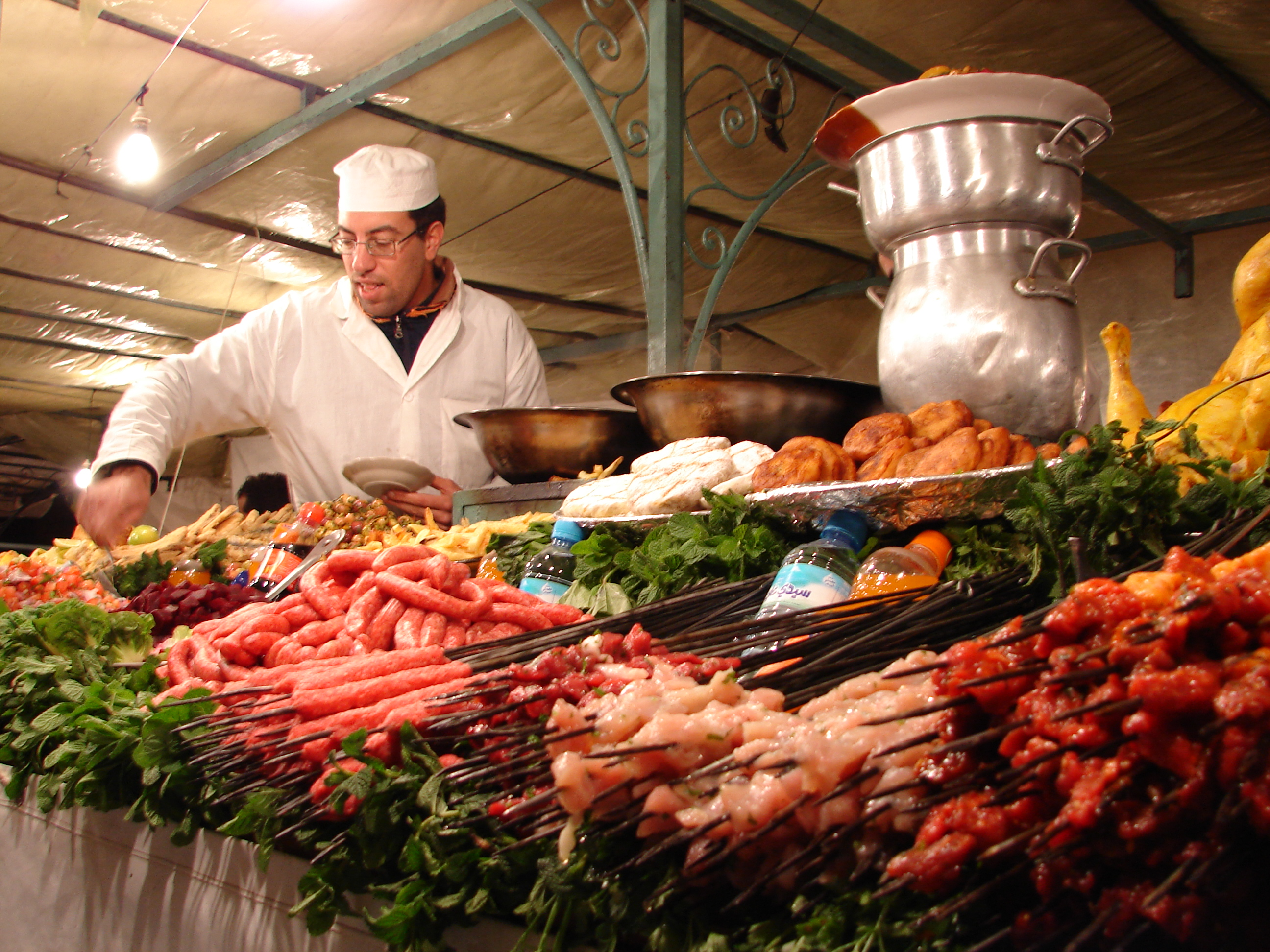
Presentazione di prodotti alimentari in piazza Djemaa el Fna

La vendita di fast food in strada è stata a lungo una tradizione, e il migliore esempio è piazza Djemaa el Fna a Marrakech. I nuovi ristoranti Snack iniziarono negli anni ottanta servendo bocadillo (termine spagnolo per sandwich, ampiamente usato in Marocco). Sebbene la composizione di un bocadillo varia da regione a regione, è di solito una baguette con insalata e una selezione di carni e pesci (di solito tonno) o frittata.
I negozi di latticini (mahlaba) sono aperti in tutte le città del Marocco. Generalmente offrono tutte le varietà di latticini, succhi di frutta e colazioni oltre che bocadillo, in concorrenza con i precedenti ristoranti Snack.
Negli ultimi anni novanta, parecchi franchising di fast food multinazionali aprirono ristoranti nelle maggiori città.

## Cucina marocchina all'estero
Il cuscus è uno dei piatti maghrebini più popolari al mondo. Mercati, negozi e ristoranti in Israele e in Europa, specialmente in Francia offrono tajine di agnello, pastilla e cuscus.